# 중실화죄
중실화죄(重失火罪)는 형법 제172조에 규정된 대한민국의 범죄로, 자신의 과실로 불을 내어 사람의 주거, 공공의 건조물, 또는 타인의 건조물 등을 소훼한 경우보다 더 중한 결과가 발생한 실화에 대해 적용된다.

## 판례
성냥불로 담배를 붙인 다음 그 성냥불이 꺼진 것을 확인하지 아니한 채 휴지가 들어있는 플라스틱 휴지통에 던졌다면 중실화죄에 있어 중대한 과실에 해당한다.

## 같이 보기
- 방화죄
- 실화죄